# Convoi HX 20
Le convoi HX 20 est un convoi passant dans l'Atlantique nord, pendant la Seconde Guerre mondiale. Il part de Halifax au Canada le 16 février 1940 pour différents ports du Royaume-Uni et de la France. Il arrive à Liverpool le 4 mars 1940.

## Composition du convoi
Ce convoi est constitué de 55 cargos :
- Royaume-Uni : 37 cargos
- Canada : 1 cargo
- Norvège : 1 cargo
- Panama : 2 cargos
- France : 4 cargos
- Suède : 4 cargos
- Hongrie : 1 cargo
- Grèce : 5 cargos

## L'escorte
Ce convoi est escorté en début de parcours par :
- les destroyers canadiens : HMCS Fraser (en) et NCSM St. Laurent
- Un croiseur léger britannique : HMS Enterprise

## Le voyage
Les destroyers canadiens font demi tour le 17 février. Le 25 février, le cargo britannique Castlemoor est vu pour la dernière fois. Il disparait avec ses 45 membres d'équipage. À la suite du mauvais temps, le cargo norvégien Ringulv se perd et continue le chemin. Il arrive à destination sain et sauf.
Le croiseur quitte le convoi à son tour le 29 février. Il est relayé par les destroyers HMS Fowey (en), HMS Rochester (en), HMS Volunteer et HMS Witch (en) jusqu'à l'arrivée.